# Roman Morawski (1916–1944)

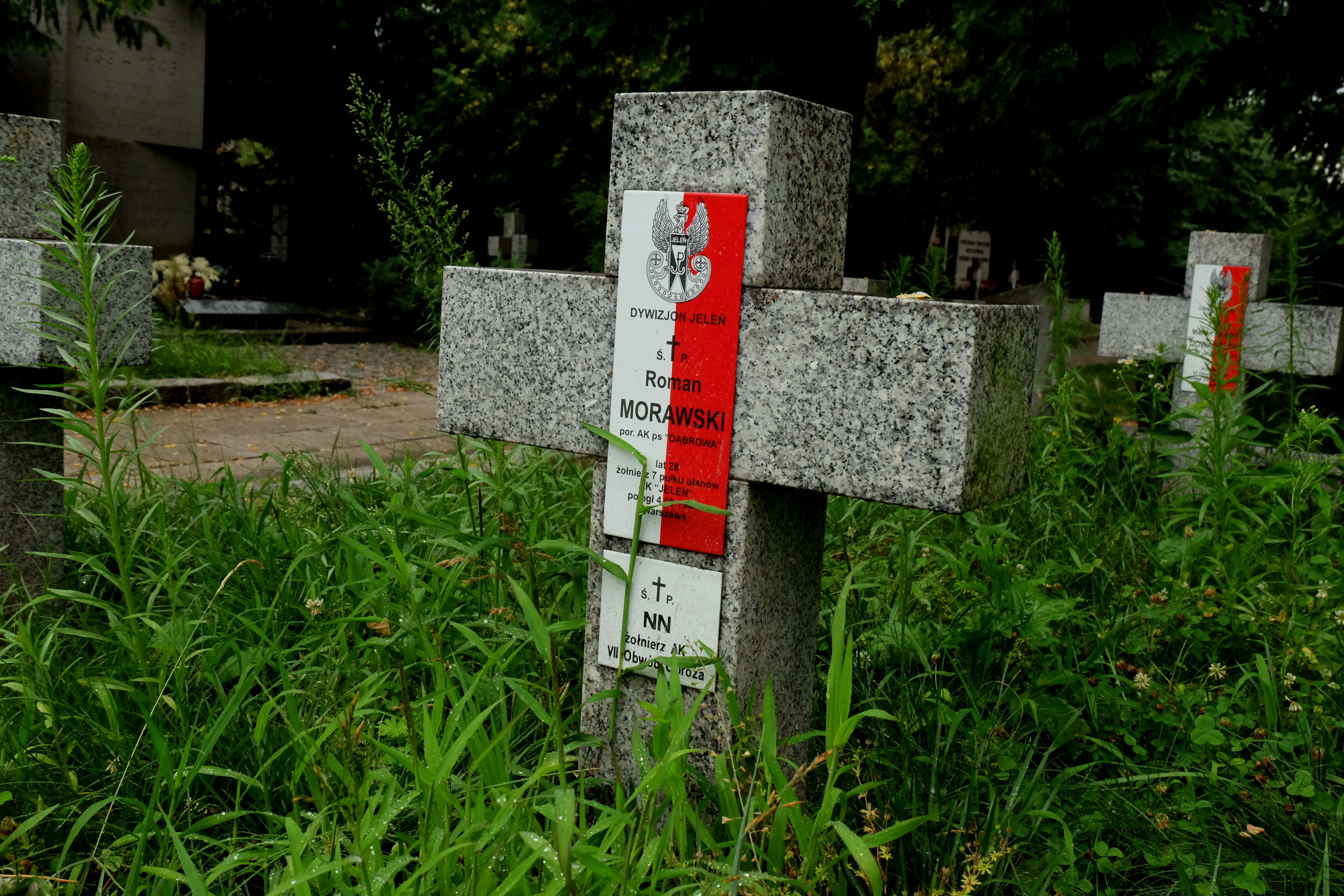
Grób Romana Morawskiego na cmentarzu parafialnym w Pruszkowie

Roman Morawski pseudonim „Dąbrowa” (ur. 11 października 1916 w Kałowie, zm. 4 września 1944 pod Warszawą) – podporucznik Armii Krajowej, dowódca plutonu 1107 (pluton dowodzenia) I dywizjonu 7 Pułku Ułanów Lubelskich AK „Jeleń”, uczestnik powstania warszawskiego.
W powstaniu walczył w Śródmieściu południowym i na Mokotowie. 2 sierpnia 1944 roku został ranny w nogę na terenie Lasu Chojnowskiego. Zmarł 4 września w klasztorze w Magdalence w wyniku zakażenia krwi.
Roman Morawski pochowany jest na cmentarzu w Pruszkowie.